# زبان‌های آلتایی

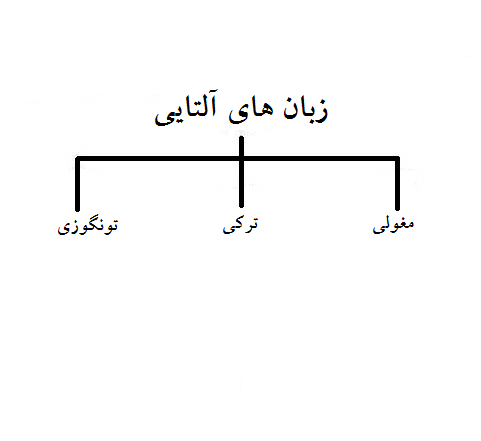
زبان‌های ترکی، مغولی و تونگوزیایی در زیر شاخه زبان آلتایی قرار دارند.

زبان‌های آلتایی یک خانواده زبانی پیشنهادی (شامل زبان‌های ترکی، مغولی و تونگوزی) در آسیای میانه و سیبری است که با یافتن جدایی های ساختاری میان این سه خانواده زبانی، همچون زبان های اورال-آلتایی، دیگر فرضیه آن امروزه پذیرفته نیست، گرچه وامواژه های بسیاری به ویژه از زبان ترکی به زبان مغولی راه یافته است.

## دسته‌بندی
زبان‌های آلتایی، در مناطق وسیعی از جهان، از آسیای مرکزی و آناتولی گرفته تا مغولستان و غرب چین گویش ورانی دارند. زبان‌های ترکی با ۲۹ شاخه مستقل بزرگ‌ترین و متنوع‌ترین گروه از زبان‌های آلتایی را تشکیل می‌دهند. زبان‌های این خانواده را که در اوراسیا رواج دارند، به سه شاخه ترکی، مغولی و تونگوزی تقسیم می‌کنند:
۱-ترکی: شامل زبان‌های اویغوری قدیم و جدید، تاتاری، ترکمنی، قرقیزی، ازبکی، یاقوتی، جغتایی، ترکی آذربایجانی و ترکی عثمانی (آناتولیایی) است.
ترکی عثمانی در بین تمام زبان‌های این شاخه گسترش وسیع ادبی یافته و تعداد بسیاری از لغات عربی و فارسی وارد این زبان شده‌است. همچون Beyaz (بیاض = سفید)، Garip (غریب)، Mutfak (مطبخ = آشپزخانه)، Kader (قدر = سرنوشت)، Pir (پیر = صاحب طریقت)، Sulta (سلطه)،Kervan (کاروان)، Turunç (ترنج)، Nar (انار)، Damat (داماد)
1. مغولی: این شاخه شامل زبان‌های قبایل قلموق و بوریات است.
2. تونگوزی: این شاخه شامل زبان‌های مردم منچوری است.

## بی‌اعتبار شدن دسته‌بندی‌های قبلی
برخی زبان‌های ژاپنی (با ۱۳۰ میلیون گویشور) و زبان‌های کره‌ای (با ۸۰ میلیون گویشور) را هم با این خانواده زبانی مرتبط می‌دانند؛ ولی زبان‌شناسان در این مورد نظر یکسانی ندارند. همچنین، در گذشته زبان‌های آلتایی و زبان‌های اورالی را بخش‌های خانواده بزرگ‌تر زبان‌های اورال آلتایی می‌دانستند که اکنون بر اساس پژوهش‌های نوین این نظریه از اعتبار افتاده و به‌طور کامل منسوخ شده‌است.

## تعداد زبان‌های آلتایی و جمعیت گویش وران
| نام گروه زبانی | تعداد زبان‌ها | جمعیت گویش وران (۲۰۱۹) |
| -------------- | ------------ | ---------------------- |
| ترکی           | ۳۵           | ۱۷۵ میلیون             |
| مغولی          | ۱۲           | ۶ میلیون               |
| تونگوزی        | ۱۳           | ۷۵ هزار                |
| زبان‌های آلتایی | ۶۰           | ۱۸۱ میلیون             |